# José Tártalo
José Rafael Tártalo (Concepción, Tucumán, 20 de agosto de 1961) un exfutbolista argentino que se desempeñaba delantero.

## Trayectoria

### River Plate
Aunque Tártalo nació en la provincia de Tucumán, se mudó junto a su familia a Buenos Aires cuando aún era un niño, motivo por el cual jugaría en las divisiones inferiores de River Plate.

### Concepción
Tártalo debutó con la camiseta de Concepción en 1978. A pesar de su corta edad, se destacó en el equipo del sur tucumano y llamó la atención de distintos clubes del país.

### Rosario Central
En el año 1980 se mudó a Rosario, para jugar en Rosario Central. Jugó en el canalla durante un año.

### Atlético Tucumán
En 1981 regresó a Tucumán para remplazar a su compañero de la Selección Argentina, bambino Gómez, en Atlético Tucumán. Con el decano jugó el Campeonato Nacional 1981. Estuvo en el equipo de la capital tucumana hasta 1982.

### Sarmiento
Tártalo disputó el Torneo Regional 1982-83 con el club santiagueño Sarmiento de La Banda.

### Quilmes
En 1983 llegó a Quilmes. En el equipo cervecero llegó hasta semifinales, de la B Metropolitana, por el segundo ascenso.

### Central Norte
En 1984 volvió al Norte Argentino, para sumarse a Central Norte. Con el equipo de Salta disputó el Campeonato Nacional 1984.

### Concepción
En 1985 retornó a Concepción y en su primera temporada clasificó a la Liguilla pre-Libertadores, mediante el Torneo Regional. En la liguilla se enfrentó a Vélez, en una seria a partidos de ida y vuelta, con el equipo porteño avanzando de fase.

## Selección Argentina
Tártalo integró la Selección Argentina que disputó el Preolímpico de 1980. Argentina ganó el torneo, pero debido al boicot que realizaron varios países, no asistió a los Juegos Olímpicos de 1980.
José compartió equipo con Héctor Nicolás Gómez. Jugador al cuál, un año después, reemplazó en Atlético Tucumán.
En 1983 integró un combinado de jugadores de la Primera B Metropolitana que representó a la AFA en el Torneo Internacional Merdeka en Malasia, y que luego realizó una gira por Indonesia y Omán.

## Clubes
| Club             | País      | Año       |
| ---------------- | --------- | --------- |
| Concepción       | Argentina | 1978-1979 |
| Rosario Central  | Argentina | 1980      |
| Atlético Tucumán | Argentina | 1981-1982 |
| Sarmiento        | Argentina | 1982-1983 |
| Quilmes          | Argentina | 1983      |
| Central Norte    | Argentina | 1984      |
| Concepción       | Argentina | 1985-1986 |